# Cyrtandra sagetorum
Cyrtandra sagetorum är en tvåhjärtbladig växtart som beskrevs av Rudolf Schlechter. Cyrtandra sagetorum ingår i släktet Cyrtandra och familjen Gesneriaceae. Inga underarter finns listade i Catalogue of Life.